# 2010 en Inde
Chronologie de l'Inde
- 2006
- 2007
- 2008
- 2009
- 2010
- 2011
- 2012
- 2013
- 2014

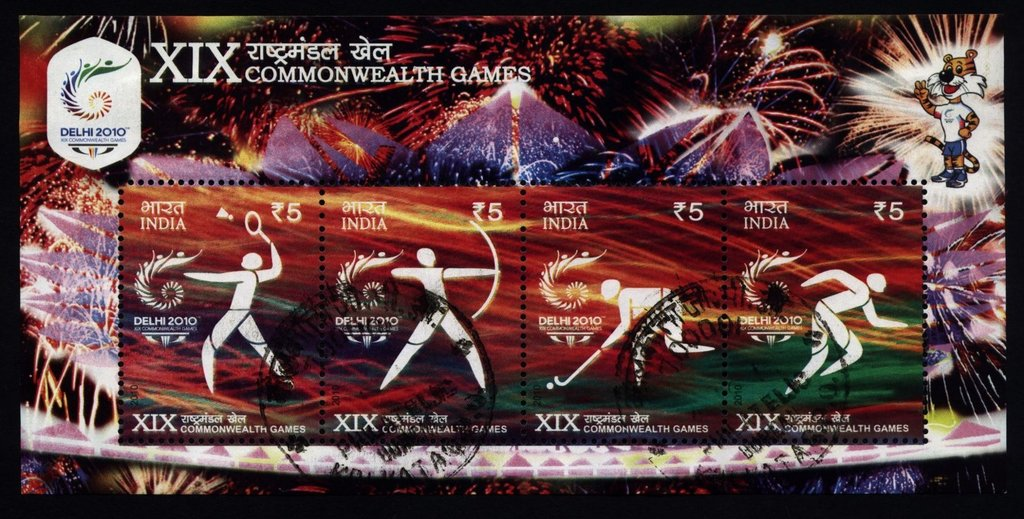
Jeux du Commonwealth de 2010 à Delhi.

Cette page concerne les évènements survenus en 2010 en Inde :

## Évènement
- 22 mai : Le vol Air India Express 812 s'écrase lors de l’atterrissage à Mangalore
- 6 août : Inondations à Leh

## Cinéma
- 29 janvier : 56e cérémonie des Filmfare Awards
- 22 novembre-2 décembre : 41e Festival international du film d'Inde (en)
- Les films Dabangg, Golmaal 3 (en), We Are Family, Raajneeti et Housefull se classent aux premières places du box-office indien pour l'année 2010.

Autres sorties de films
- Action Replayy
- Aisha
- Alpha et Oméga
- Anjaana Anjaani
- Band Baaja Baaraat
- Chance Pe Dance
- Dhobi Ghat
- Dulha Mil Gaya : Un mari presque parfait
- Dunno Y... Na Jaane Kyon
- Elektra
- Enthiran
- Guzaarish
- Hello Darling
- Hisss
- I Hate Luv Storys
- Jhootha Hi Sahi
- Khelein Hum Jee Jaan Sey
- Kites
- Lafangey Parindey
- Lamhaa
- Manmadhan Ambu
- Mass Leader
- Milenge Milenge
- Miral
- My Name Is Khan
- Nainsukh
- Raavan
- Raavanan
- Ramaa: The Saviour
- Ramayana: The Epic
- Singam
- The Sun Behind the Clouds: Tibet's Struggle for Freedom
- Teen Patti
- Toonpur Ka Superrhero
- Tum Milo Toh Sahi
- Udaan
- Veer
- Vinnai Thandi Varuvaya

## Littérature
- Battle for Bittora (en), roman d'Anuja Chauhan.
- Chanakya's Chant (en), roman d'Ashwin Sanghi (en).
- Dreams in Prussian Blue (en), roman de Paritosh Uttam.
- The Immortals of Meluha (en), roman d'Amish Tripathi (en).
- Kasab: The Face of 26/11 (en), roman de Rommel Rodrigues (en).
- Kavalu (en), roman de S. L. Bhyrappa (en).
- Love, A Rather Bad Idea (en), roman d'Anirban Mukherjee.
- Manushyanu Oru Aamukham (en), roman de Subhash Chandran (en).
- Of Love and Politics, roman de Tuhin Sinha (hi).
- One Part Woman (en), roman de Perumal Murugan.
- Riddle of the Seventh Stone (en), roman de Monideepa Sahu.
- A Roller Coaster Ride! (en), roman de Saumil Shrivastava.
- Serious Men (en), roman de Manu Joseph (en).
- Village 1104 (en), roman de Prateek Arora.

## Sport
- Championnat d'Inde de football 2009-2010
- Championnat d'Inde de football 2010-2011
- 4-10 janvier : Tournoi de tennis de Chennai
- 12-28 février : Participation de l'Inde aux Jeux olympiques d'hiver à Vancouver
- 21 février : Mumbai Cyclothon
- 14-26 août : Participation de l'Inde aux Jeux olympiques de la jeunesse d'été à Singapour
- 3-14 octobre : Jeux du Commonwealth à Delhi.
- 13-19 décembre : 
  - PSA Masters (squash)
  - WISPA Masters (squash)